# Isocentris charopalis
Isocentris charopalis là một loài bướm đêm trong họ Crambidae.